# 요호로촌
요호로촌(일본어: 与保呂村)은 일본 교토부 가사군에 설치되었던 촌이다. 현재의 마이즈루시 남동단에 해당한다.

## 역사
- 1889년 4월 1일 - 정촌제 시행에 의해 3촌의 구역을 가지고 성립하였다.
- 1938년 8월 1일 - 나카마이즈루정, 구라하시촌, 신마이즈루정, 시라쿠촌과 합병해 히가시마이즈루시가 성립, 동일 요호로촌은 폐지되었다.

## 교통

### 도로
현재는 마이즈루 와카사 자동차도로가 구촌 지역을 통과하지만, 당시에는 미개통이었다.

## 참고문헌
- 가도카와 일본 지명 대사전 26 京都府